# Tvärstycksmotor

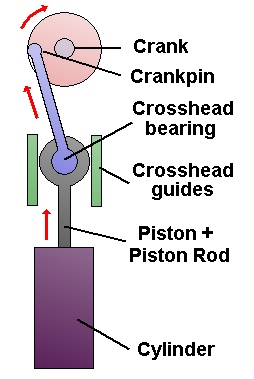
Princip för tvärstycksmotor.

Tvärstycksmotor är en tvåtaktsmotor (vanligtvis en mycket stor lågvarvig dieselmotor med lång slaglängd i ett större fartyg) med delad vevstake, d.v.s. man har ett glidlager i vevhuset så att vevrörelsen sker mot glidlagret. En i kolven fast monterad kolvstång går ner till glidlagret, och i denna punkt ansluter vevstaken som går ner till vevtappen på vevaxeln. Om man inte har en delad vevstake så skulle den, på grund av vevrörelsen och den långa slaglängden, "slänga" emot sidorna på cylinderns nederkant. En av fördelarna med en sådan konstruktion är att slitaget på cylinderväggarna minskar. En annan fördel är att kontakt mellan oljan i vevhuset, spolluft och cylinder minimeras, vilket minskar risken för brand och explosion. 
Ångmaskiner är ofta utförda med tvärstycken.